# وضحة البلوشي
وضحة البلوشي (من مواليد 30 نوفمبر 1989) هي لاعبة رماية عمانية. شاركت في سباق المسدس الهوائي لمسافة 10 أمتار في دورة الألعاب الأولمبية الصيفية لعام 2016، حيث احتلت المركز 26 برصيد 379. ولم تتقدم إلى النهائي.

## روابط خارجية
- وضحة البلوشي على موقع الاتحاد الدولي (الإنجليزية)
- وضحة البلوشي على موقع أوليمبيديا (الإنجليزية)